# مركز أم أذن
مركز أم أذن أو أبو رواث هو مركز إداري يتبع مدينة سكاكا في منطقة الجوف في المملكة العربية السعودية. وفقاً لإحصاء سنة 2010 فإن عدد سكان المركز سعودي واحد و10 غير سعوديين.

## المصدر
- دليل الخدمات: منطقة الجوف. مصلحة الاحصاءات العامة والمعلومات، المملكة العربية السعودية.